# قيادة عمليات البصرة
قيادة عمليات البصرة هي منظمة تابعة للحكومة العراقية، تُنسّق عمل قوات الأمن التابعة لوزارة الدفاع ووزارة الداخلية في محافظة البصرة. تأسست في أغسطس/آب 2007، وسرعان ما شاركت في معركة البصرة (2008) ("عملية صولة الفرسان") ضد ميليشيا جيش المهدي الشيعية في البصرة. يقع مقر قيادة عمليات البصرة في البصرة.

## تاريخ

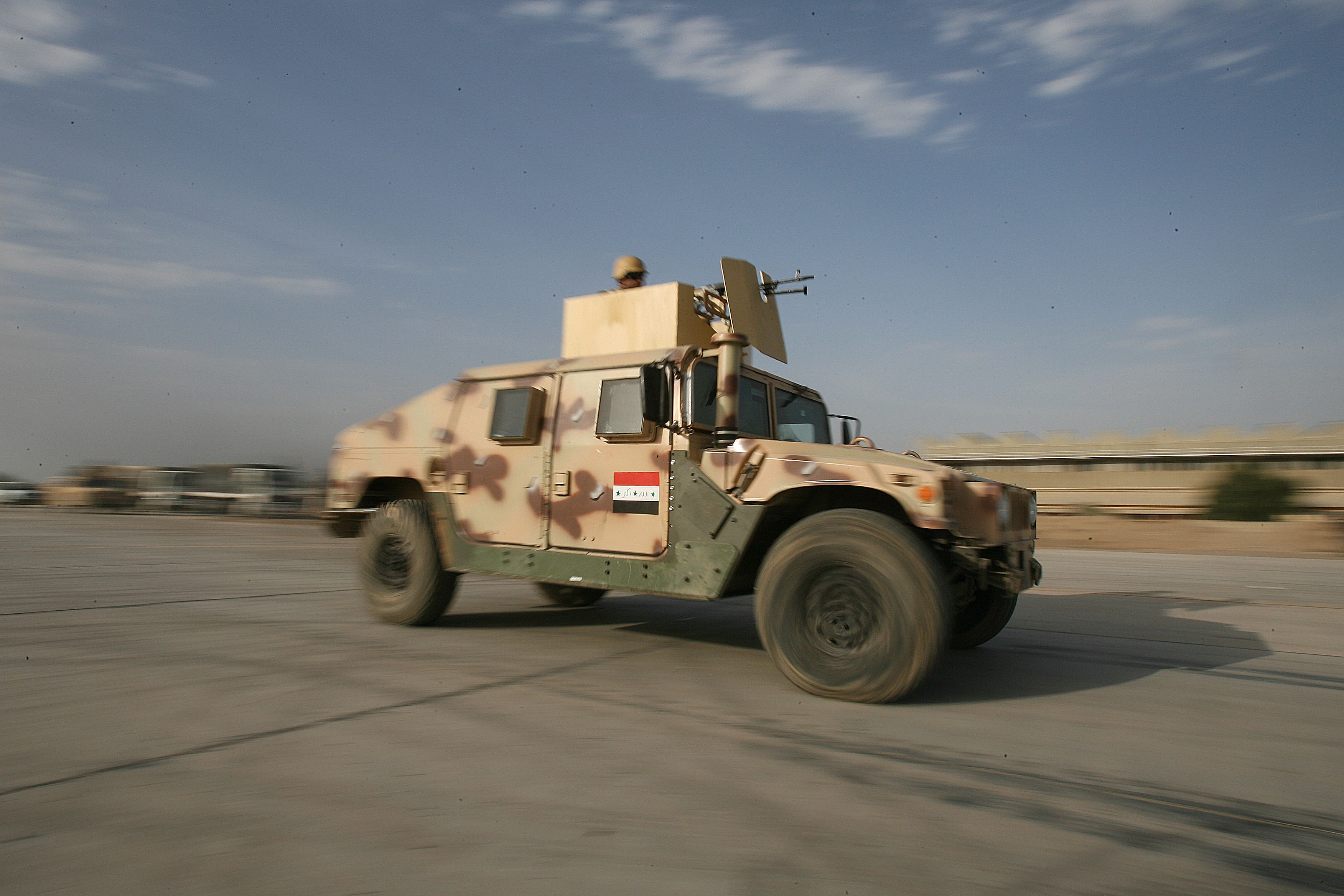
سيارة همفي تابعة للجيش العراقي في مارس 2006

في أواخر عام 2008، ساور القلق أفرادٌ أمريكيون من محاولة رئيس الوزراء نوري المالكي بسط سيطرته على الجيش والشرطة العراقيين عبر نشر قيادات العمليات الإقليمية. «متخذًا قيادة عمليات بغداد سابقةً له، أنشأ المالكي قيادات إقليمية أخرى في البصرة وديالى ومنطقة الفرات الأوسط ونينوى، وتلتها قيادات أخرى. في البداية، رحّب قادة التحالف بفكرة القيادات الإقليمية التي من شأنها توحيد الجهود العراقية، لكن حماسهم خفت مع بدء المالكي في استخدام المقر الجديد لتجاوز التسلسل القيادي الرسمي»، وهو ما أصبح يُشبه أسلوب العمل في نظام صدام حسين. كان أول قائد لقيادة عمليات البصرة هو الفريق أول مهان الفريجي، من سبتمبر/أيلول 2007 إلى أبريل/نيسان 2008.
أُسست الفرقة الرابعة عشرة لأن الفرقة العاشرة كانت مسؤولة عن أربع محافظات كاملة، هي المثنى وذي قار وميسان والبصرة. وقد شُكِّلت من وحدات من الفرقة العاشرة، بالإضافة إلى وحدات أخرى منقولة من أجزاء أخرى من الجيش العراقي. ومنذ إنشائها، كان من المقرر أن تتولى الفرقة الرابعة عشرة الجديدة مسؤولية الفرقة العاشرة في البصرة. في سبتمبر/أيلول 2007، أُبلغ البرلمان البريطاني بأنه "من المقرر حاليًا تعيين القائد العام وتأكيد القدرة التشغيلية الأولية في نوفمبر/تشرين الثاني 2007".
كان من المقرر تنفيذ عملية "هجمة الفرسان" في يونيو/حزيران 2008، إلا أنها أُطلقت قبل موعدها بثلاثة أشهر بناءً على توجيهات رئيس الوزراء العراقي، نوري المالكي، بينما كانت الفرقة الرابعة عشرة لا تزال قيد التشكيل. واجهت العملية مقاومة شديدة من جيش المهدي، وسرعان ما تعثرت، حيث أفادت التقارير بانهيار اللواء 52 من الجيش العراقي أثناء القتال. وكان اللواء 52 هو اللواء الثاني في الفرقة، والذي لم يتخرج إلا من مجمع ميدان بسماية قبل العملية بخمسة أسابيع.
وفي وقت لاحق، بعد تشكيل الفرقة 14، انتقلت الفرقة العاشرة شمالاً إلى الناصرية، ويقال إنها قاعدة طليل الجوية.
تولى سمير عبد الكريم منصب قائد عمليات البصرة في عام 2014. وفي عام 2016 عُيِّن جميل الشمري قائداً.
بحلول عام 2017، كانت الفرقة 14، بقيادة عبد المحسن العباس، متمركزة في البصرة، ولكن جميع ألويتها التابعة باستثناء اللواء 64 تم نشرها في الشمال والغرب. أُبلِغ عن وجود اللواءين 50 و51 في محافظة الأنبار في عام 2016.
في منتصف عام 2020، نُقِلَ اللواء "أكرم صدام" من ديالى للإشراف على جميع القوات الأمنية في البصرة. بعد ذلك، زاره الكاظمي على الفور وخصص لواء المغاوير الثالث للجيش لدعم عملياته. بالإضافة إلى ذلك، عُيِّن اللواء عباس ناجي أدهم مديرًا جديدًا لشرطة محافظة البصرة، ليحل محل رئيسه السابق اللواء رشيد فليح.

## القوات
الفرقة الثامنة - الديوانية - تشكلت الفرقة الثامنة من وحدات الحرس الوطني العراقي السابقة، والتي شُكِّل بعضها في وقت مبكر من عام 2004، لكن مقر الفرقة لم يتولى السيطرة على منطقة عملياتها حتى يناير 2006. واعتبارًا من مارس 2007، كان قائد الفرقة هو اللواء عثمان علي فرهود.
- لواء المغاوير 30 ( الديوانية ) (1-8)[6]
- لواء الكوماندوز 31 (موت) (المقر الرئيسي الحلة) (2-8 سابقًا)
- لواء الكوماندوز 32 (موت) (المقر الرئيسي الكوت) (3-8 سابقًا)
- لواء المغاوير 33 (موت) (مقر الحسينية (كربلاء)) (4-8).
- الفوج الثامن للمهندسين الميدانيين
- الفوج الثامن للنقل والتجهيز
  - الفرقة العاشرة – الناصرية (تليل) – في 23 فبراير 2007، تم اعتماد الفرقة العاشرة، المتمركزة آنذاك في البصرة ، وتم نقل المسؤولية العملياتية إلى قيادة القوات العراقية. [7] قائد الفرقة هو الفريق عبد اللطيف اعتبارًا من نوفمبر 2006.[8][9]
    - اللواء الآلي 38 (مقر مطار باتريا، معظم كتائب العمارة)(1-10)
    - لواء المشاة 39 (مقر السماوة) (2-10) - الكتيبة الثانية تابعة حاليًا للفرقة الثامنة وتعمل في منطقة الخضر شمال بابل
    - اللواء الآلي الأربعون (3-10)
    - اللواء الآلي 41 (المجر الكبير) – شُكِّل في نوفمبر 2008 (الفترة من 4 إلى 10 نوفمبر 2008)
    - الفوج العاشر للمهندسين الميدانيين
    - الفوج العاشر للنقل والتجهيز (الناصرية (معسكر أور))

  - الفرقة 14 - معسكر الوسام، البصرة[10] - أفاد قائد الفرقة اللواء عبد العزيز نور سوادي الدلمي في عام 2010[11]
    - اللواء 50 الميكانيكي (البصرة)
    - اللواء 51 الآلي (البصرة)
    - اللواء 52 الميكانيكي (البصرة)
    - اللواء الآلي 53 (البصرة) – تأسس في منتصف عام 2008
    - الفوج الرابع عشر للمهندسين الميدانيين (البصرة (الشيبة))
    - الفوج الرابع عشر للنقل والتجهيز